# 라우렌티노 코르티소

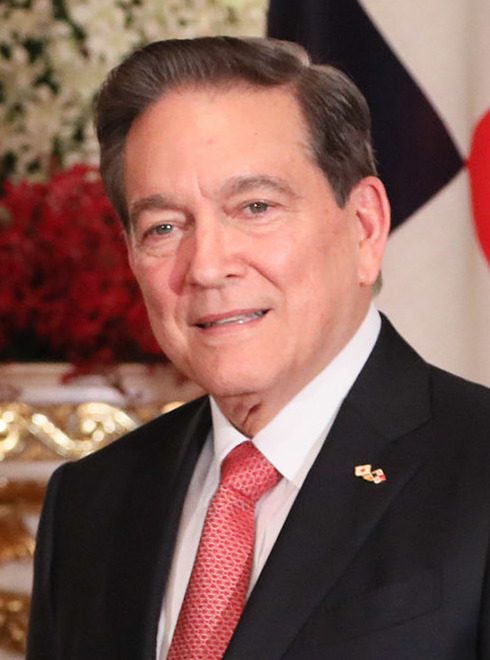
라우렌티노 코르티소

라우렌티노 니토 코르티소 코엔(스페인어: Laurentino Nito Cortizo Cohen, 1953년 1월 30일~ )은 파나마의 정치인이다. 그는 2019년 7월 1일부터 파나마의 대통령을 역임하고 있다. 그는 일전에 국회의원 및 농업축산개발부 장관직을 역임했다. 1994년부터 2004년까지 국회의원직을 지냈던 그는 2000년부터 2001년까지 1년 간 국회의장직을 역임했다.
민주혁명당 당원인 그는 2019년 5월 5일 대선에서 33.27%를 득표해 대통령에 당선되었다.

## 생애
1953년에 파나마시티의 갈라시아계 유대인 가정에서 태어났고, 니카라과에서 중학교를 졸업했다. 이후 미국 군사학교에 입학하여 미국 국적을 취득했고, 졸업 이후 1994년까지 미국에서 일했다. 이후 1994년 파나마로 돌아와 민주혁명당에 접근하여 국회의원으로 선출되었고, 2000년부터 2001년까지 파나마 국회의장을 지냈다. 2004년 마르틴 토리호스에 농업축산개발부 장관으로 임명되었으나, 2006년에 미국-파나마 간 자유무역협정을 비판하고 사임하였다.

## 역대 선거 결과
| 선거명      | 직책명          | 대수 | 정당       | 득표율 | 득표수    | 결과 | 당락               |
| ----------- | --------------- | ---- | ---------- | ------ | --------- | ---- | ------------------ |
| 2019년 선거 | 파나마의 대통령 | 33대 | 민주혁명당 | 33.35% | 655,302표 | 1위  | 파나마 대통령 당선 |